# Héliport de Jiuzhou
L'Héliport de Jiǔzhōu (chinois simplifié : 九州直升飞机场, pinyin : jiǔzhōu zhíshēng fēijīchǎng, code OACI est ZGUH) est un aérodrome du quartier de Jiǔzhōu, dans le district de Xiāngzhōu, situé sur la municipalité de Zhuhai, dans la province du Guangdong, en République populaire de Chine.
Il comporte une courte piste pour les avions ainsi qu'un héliport.
L'héliport permet à la fois aux secours d'acheminer les personnes gravement blessé directement dans le cœur de la ville comportant plusieurs hôpitaux, mais également de raccourcir les temps de transports entre Zhuhai et les autres municipalités situés autour du Delta de la rivière des Perles.